# Сабрина (Азорские острова)

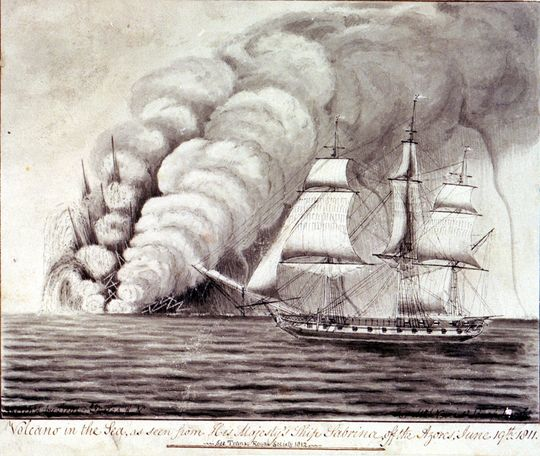
Извержение вулкана

Сабри́на (порт. Ilha Sabrina) — остров в составе Азорского архипелага, существовавший в июне-июле 1811 года в результате вулканического извержения Ponta da Ferraria возле острова Сан-Мигел. Первым человеком, высадившимся на острове, был Джеймс Тиллард, командир британского военного корабля «HMS Sabrina», который объявил его собственностью Великобритании. После дипломатических переговоров по этому поводу, остров исчез под водой.

## История образования острова
В период с января по февраль 1811 года, в районе Сабрины наблюдалась высокая сейсмическая активность. Вследствие этого пострадали ближайшие населённые пункты, в частности, район Жинетеш. В течение этих месяцев газы выбрасывались из океана в районе Ponta da Ferraria, но к концу февраля они внезапно прекратились. Новые толчки начались в мае-июне, разрушив много домов. 10 июня, на расстоянии около 3 морских миль (5,6 км) от оригинальной сейсмической зоны, произошло подводное извержение вулкана наряду с Ponta da Ferreira. В результате этого погибло очень много рыбы. После извержения образовался круговой конус периметром 2 км и 90 м в высоту.
12 июня извержение было замечено британским кораблём «H.M.S. Sabrina», который контролировал эту территорию. Джеймс Тиллард, капитан судна, полагал, что серые облака были вызваны морским боем. Появление острова в конечном итоге было зафиксировано в Философских трудах Королевского общества 1822 года.